# (20961) Arkesilaos
(20961) Arkesilaos (1973 SS1) – planetoida z grupy trojańczyków okrążająca Słońce w ciągu 11,67 lat w średniej odległości 5,14 j.a. Odkryta 19 września 1973 roku.